# Bilingual
Bilingual és el desè disc (el sisè de material nou) del grup anglès de pop electrònic Pet Shop Boys. Va aparèixer l'any 1996.
Quasi tres anys després del seu anterior disc, Very, i deixant enrere les col·laboracions amb Suede i David Bowie, els PSB tornaren a oferir material nou amb l'edició del senzill "Before", aparegut al mes d'abril. L'estil del disc resultant provocà força sorpreses: si bé alguns temes com "Before" o el senzill posterior "A red letter day" continuen amb el seu so electrònic i ballable de sempre, d'altres com "Single-Bilingual" o "Se a vida é (That's the way life is)" incorporaven importants elements rítmics llatinoamericans (especialment brasilers, com el sample amb què s'inicia "Se a vida é", d'una cançó del grup brasiler Olodum) i trossos de la seva lletra estaven cantats en portuguès i castellà. Ja l'any 1988 un dels seus èxits, "Domino dancing", incorporava elements musicals llatins, però no tenien tanta importància com en aquest disc.
Bilingual és, doncs, un disc molt eclèctic, tant estilísticament com idiomàtica; considerant que l'àlbum va aparèixer enmig del moviment musical Britpop (principalment revisionista i essencialista), aquest eclecticisme pot interpretar-se com una resposta irònica a l'esperit d'aquest corrent musical.
Han aparegut tres edicions de "Bilingual": l'original de 1996, una edició especial amb un CD extra de remescles i, l'any 2001 (dintre d'un procés realitzat als sis primers discos dels PSB), una tercera edició, també doble, que inclou el CD original i un segon disc amb encara més material, com cares B i versions inèdites. Aquest segon CD va rebre el títol de "Further listening 1995-1996".

## Temes

### 7243 8-53102-4
1. Discoteca - 4,37
2. Single - 3,48
3. Metamorphosis - 4,03
4. Electricity - 4,58
5. Se a vida é (That's the way life is) - 4,00
6. It always comes as a surprise - 6,05
7. A red letter day - 5,10
8. Up against it - 4,16
9. The survivors - 4,30
10. Before - 4,32
11. To step aside - 3,48
12. Saturday night forever - 3,59

### CD extra (Edició 1997)
1. Somewhere (Extended mix) - 10,53
2. A red letter day (Trouser Enthusiasts Autoerotic Decapitation mix) - 9,59
3. To step aside (Brutal Bill mix) - 7,30
4. Before (Love to Infinity Classic Paradise mix) - 7,56
5. The boy who couldn't keep his clothes on (Danny Tenaglia International Club mix) - 6,06
6. Se a vida é (Pink Noise mix) - 5,37
7. Discoteca (Trouser Enthusiasts Adventure Beyond The Stellar Empire mix) - 9,30

### Further Listening 1995-1997
1. Panninaro '95 – 4,11
2. In the night (1995) – 4,18
3. The truck-driver and his mate – 3,33
4. Hit and miss – 4,07
5. How I learned to hate rock 'n' roll – 4,38
6. Betrayed – 5,20
7. Delusions of grandeur – 5,04
8. Discoteca (7" version) – 5,14
9. The calm before the storm – 2,48
10. Discoteca (new version) – 3,47
11. The boy who couldn't keep his clothes on – 6,09
12. A red letter day (expanded 7" version) – 5,36
13. The view from your balcony – 3,44
14. Disco potential – 4,07
15. Somewhere (extended mix) – 10,55

Temes escrits per Neil Tennant i Chris Lowe, excepte "Somewhere" (L.Sondheim/S.Sondheim).

## Senzills
1. Before / The truck driver and his mate / Hit and miss (22 d'abril de 1996)
2. Se a vida é (That's the way life is) / Betrayed / How I learned to hate rock'n'roll (12 d'agost de 1996)
3. Single-Bilingual / Discoteca (11 de novembre de 1996)
4. A red letter day / The boy who couldn't keep his clothes on (18 de març de 1997)
5. To step aside / Se a vida é (That's the way life is) (1 d'abril de 1997)
6. Somewhere / The view from your balcony (23 de juny de 1997).

## Dades
- Pet Shop Boys són Neil Tennant i Chris Lowe.
- Pete Gleadall: Programacions als temes 1, 2, 4, 5, 7, 8, 9, 11 i 12.
- SheBoom: Bateria i percussió als temes 1 i 2; bateria i percussió addicionals al tema 5.
- Robin Jones: Percussió al tema 6, percussió addicional al tema 1.
- Davide Giovanni, Joseph De Jesus, Weston Foster i Lino Rocha: Veus addicionals al tema 1.
- Sylvia Mason-James: Veus al tema 3.
- Ritchie Birkett: Teclats al tema 3.
- Simon Cotsworth: Programacions al tema 3.
- Trevor Henry/The Ignorants: Scratch i teclats addicionals al tema 3.
- Kevin Robinson, Bud Beadle i Fayyaz Virji: Secció d'instruments de metall al tema 3.
- J.J. Belle: Guitarra al tema 5.
- Mike Innes, Noel Langley, Richard Sidell i Andy Hamilton: Secció d'instruments de metall al tema 5.
- Chris Cameron: Teclats addicionals als temes 6 i 9. Arranjaments orquestrals i direcció al tema 9.
- Hugh Burns: Guitarra al tema 6.
- Andy Hamilton: Saxòfon als temes 6 i 9.
- Katie Kissoon: Veus addicionals als temes 6 i 9.
- Alyosha Zolotukhin: Arranjament coral al tema 7.
- Graeme Perkins: Coordinador coral al tema 7.
- Victor Popov: Director coral al tema 7.
- Acadèmia Coral de Moscou: Cors al tema 7.
- Barbara Tucker, Karen Bernod i Carole Sylvan: Veus addicionals als temes 7 i 10.
- Johnny Marr: Guitarra i veus addicionals al tema 8.
- Greg Bone: Guitarra al tema 9.
- Andy Duncan: Bateria i percussió al tema 9.
- Danny Tenaglia i Louie 'Balo' Guzman: Programacions de bateries al tema 10.
- Pete Dao: Teclats al tema 10.
- Phil Pagano: Programacions al tema 10.
- Eddie Montilla: Teclats addicionals al tema 12.